# Qbex
Qbex é uma marca brasileira desenvolvedora de tecnologia criada em 2000 e dirigida pelo administrador de empresas e especialista em informática Joabe Santos da Fonseca. Oferece diversos produtos, como desktops, tudo-em-um, ultrabooks, notebooks, netbooks e tablets.
A empresa possui o conceito excelente dado pela Intel. Dentre os produtos lançados, estão os smartphones X-Gold e X-Gray, primeiro smartphone nacional com chip Intel.<ref>«Primeiro Smartphone nacional com chip Intel é da Qbex». R7. 5 de outubro de 2015. Consultado em 3 de junho de 2019